# Plecturocebus toppini
Plecturocebus toppini is een zoogdier uit de familie van de sakiachtigen (Pitheciidae). De wetenschappelijke naam van de soort werd voor het eerst geldig gepubliceerd door Oldfield Thomas in 1914. Lang werd deze soort als synoniem voor Plecturocebus brunneus, Plecturocebus discolor of de rode springaap gerekend, maar uit een studie uit 2015 blijkt het toch een aparte soort te zijn.

## Voorkomen
De soort komt voor in Bolivia, Brazilië en Peru.